# Theodoor Willem van Zuylen van Nievelt
 (janvier 2016).
Le baron Theodoor Willem van Zuylen van Nievelt, né  le 3 janvier 1813 à Arnhem ou le 5 janvier 1813 à Barneveld et mort à Neuenahr le 3 juillet 1881, est un homme politique néerlandais.

## Biographie
Fils du député Coenraad Jan van Zuylen van Nievelt, il étudie le droit romain et moderne à l’Academia Rheno-Traiectina (l'actuelle Université d'Utrecht) et défend sa thèse de doctorat en 1836. 
Il est receveur des domaines de la Flandre zélandaise à Sas de Gand de 1836 à 1856. En 1850, il devient président du Bestuur der Visserijen op de Schelde en Zeeuwse Stromen (fr: Conseil des pêcheries de l'Escaut et Courants Zélandaises), qui était depuis 1820 du ressort des Domaines. 
En 1853 il obtient un siège aux États provinciaux, qu'il tient jusqu'à sa nomination à la Cour des Comptes. En 1853, il est nommé membre de la Députation provinciale de Zélande, mais cette nomination est restée sans suite. 
Ensuite,  il est membre de la Algemene Rekenkamer (Cour des Comptes des Pays-Bas) de 1856 à 1881, et Prédident de cette Cour en 1880-1881.

## Mandats et fonctions
- Receveur des domaines de la Flandre zélandaise : 1836 - 1856
- Membre des États provinciaux de Zélande : 1853-1855
- Membre de la Députation provinciale de Zélande : 1853
- Membre de la Algemene Rekenkamer : 1856 - 1880
- Président de la Algemene Rekenkamer : 1880-1881